# 帕倫克 (恰帕斯州)

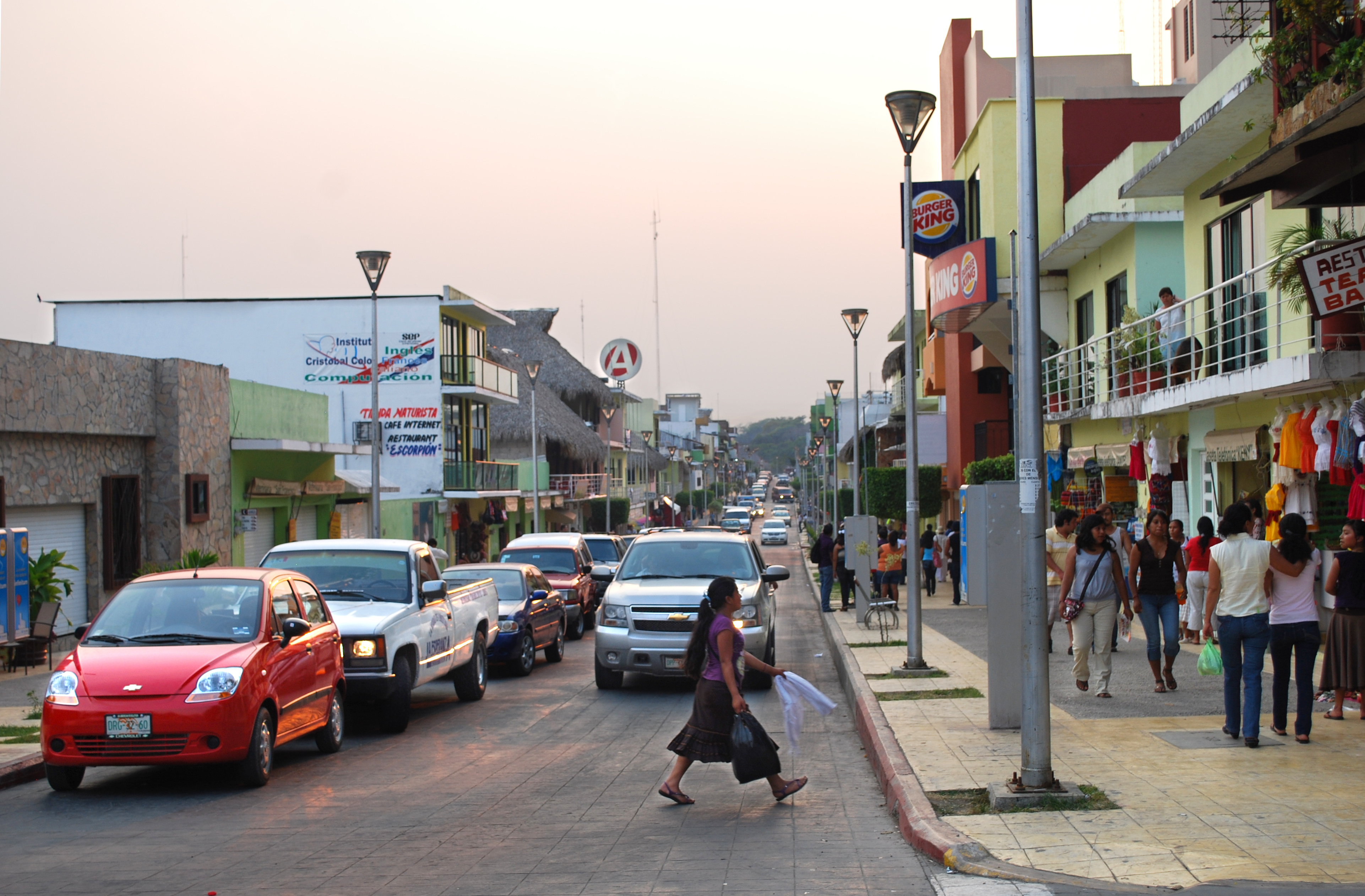

帕倫克是墨西哥恰帕斯州人口排名第六的城市，它起源于玛雅，靠近乌苏马辛塔河，其主要旅游景点是帕伦克考古区。帕倫克面積1,122平方公里，海拔高度60米，每年平均降雨量2,762毫米，2010年人口42,947。